# Творение (объект)
Творение (др.-греч. κτίσις, κτίσεως, лат. creatura) — объект, существующий физически. В философии идеализма и в религиозном мировоззрении принимается концепция креационизма; по этой причине всё, что существует в мире, как одушевлённое, так и неодушевлённое, сотворено Богом: «В начале сотворил Бог небо и землю» (Быт. 1:1).
Творение может быть как неодушевлённым (солнце, луна, камень, вода, растение и т. п.), так и одушевлённым (ангел, человек, животное).
Слово «тварь» используется в значении религиозного мировоззрения: в философии идеализма, в русской христианской литературе (например, в Синодальном переводе Библии), в русской художественной литературе XIX века.
Григорий Палама в своих сочинениях использует производный термин от слова «тварь» — «др.-греч. ἄκτιστος» — «нетварный» по отношению к Фаворскому свету и благодати.

## В Библии
В книге «Бытие» (происхождение) Бог творит. Во второй главе третьем стихе (3 И благословил Бог седьмой день, и освятил его, ибо в оный почил от всех дел Своих, которые Бог творил и созидал.) указано разделение на творческую и созидательную деятельность, из чего можно сделать предположение о не материальности процесса творения в сравнении с созданием.
Термин используется только в книгах Нового Завета, как перевод др.-греч. κτίσις, κτίσεως:
- «ни высота, ни глубина, ни другая какая тварь не может отлучить нас от любви Божией во Христе Иисусе, Господе нашем» (Рим. 8:39) — в значении «нечто сотворённое»,
- «Ибо во Христе Иисусе ничего не значит ни обрезание, ни необрезание, а новая тварь» (Гал. 6:15) — в значении «новый человек»,
- «И сказал им: идите по всему миру и проповедуйте Евангелие всей твари» (Мк. 16:15) — в значении «весь мир, все люди»;
- «Ибо тварь с надеждою ожидает откровения сынов Божиих, потому что тварь покорилась суете не добровольно, но по воле покорившего её, в надежде, что и сама тварь освобождена будет от рабства тлению в свободу славы детей Божиих. Ибо знаем, что вся тварь совокупно стенает и мучится доныне» (Рим. 8:19-22) — в значении «всё одушевленное Божье творение как целое»,